# Rhode Islands flagga
Rhode Islands flagga antogs 1877, men ändrades något 1897. Stjärnorna, som är tretton till antalet, symboliserar de tretton första delstaterna, medan ankaret och ”Hope” (’hopp’) syftar på delstatens koloniala förflutna.